# تسوريدوري تشيلدرن
تسوريدوري تشيلدرن (徒然チルドレン Tsurezure Chirudoren)
هي مانغا يابانية مستمرة رسم وكتابة توشيا واكاباياشي. هيئ أنمي من طرف استوديو غوكومي وبدأ عرضه في يوليو 4، 2017.

## قصة
يحكي تسوريزوري تشيلدرن قصص رمنسية متنوعة عن صعوبة قول «أحبك» بين فتا وفتاة شابان يدرسان في ثانوية بطريقة أنثولوجيا. وبعض القصص متصلة ببعضها بعض.

## شخصيات

### سنة ثانية
هاروهيكو تاكاسي (高瀬 春彦 Takase Haruhiko)
أداء صوتي: كينتارو كوماغاي
ساكي كاندا (神田 沙希 Kanda Saki)
أداء صوتي: هاروكا ميازي
جون فورويا (古屋 純 Furuya Jun)
أداء صوتي: كوهيه أماساكي
يوكي ميناغاوا (皆川 由紀 Minagawa Yuki)
أداء صوتي: كانا هانازاوا
تاكورو سوغاوارا (菅原 卓郎 Sugawara Takurō)
أداء صوتي: كايتو إيشيكاوا
تشيزورو تاكانو (高野 千鶴 Takano Chizuru)
أداء صوتي: إينوري ميناسي
تاكيرو غودا (剛田 武 Gōda Takeru)
أداء صوتي: تومواكي ماينو
أياكا كاميني (上根 綾香 Kamine Ayaka)
أداء صوتي: يوي أوغورا
تشياكي أوتشيمورا (内村 千秋 Uchimura Chiaki)
أداء صوتي: سيتشيرو ياماشيتا
كانا ليجيما (飯島 香菜 Iijima Kana)
أداء صوتي: أكاري كيتو
أياني ماتسورا (松浦 彩音 Matsuura Ayane)
أداء صوتي: أيومي مانو
تشيو كوريهارا (栗原 ちよ Kurihara Chiyo)
أداء صوتي: أي كاكوما
تاكاو ياماني (山根 隆夫 Yamane Takao)
أداء صوتي: هيرو شيمونو

### سنة ثالثة
ماسافومي أكاغي (赤木 正文 Akagi Masafumi)
أداء صوتي: كينشو أونو
ريوكو كاجي (梶 亮子 Kaji Ryōko)
أداء صوتي: أياني ساكورا
سين'إيتشي كاتوري (香取 慎一 Katori Sen'ichi)
أداء صوتي: دايسكي ناميكاوا
ساتسكي ساساهارا (笹原 さつき Sasahara Satsuki)
أداء صوتي: مايا أوتشيدا

### سنة أولى
هوتارو فورويا (古屋 ほたる Furuya Hotaru)
أداء صوتي: هاروكا توماتسو
يوكي كاغا (加賀 優樹 Kaga Yūki)
أداء صوتي: يوكي هاشيموتو

### أخرون
هيديكي يوكاوا (湯川 英樹 Yukawa Hideki)
أداء صوتي: دايسوكي أونو

## وصلات خارجية
- الموقع الرسمي
- الموقع الرسمي
- تسوريدوري تشيلدرن على موقع ANN manga (الإنجليزية)

 (بالإنجليزية)